# James Short

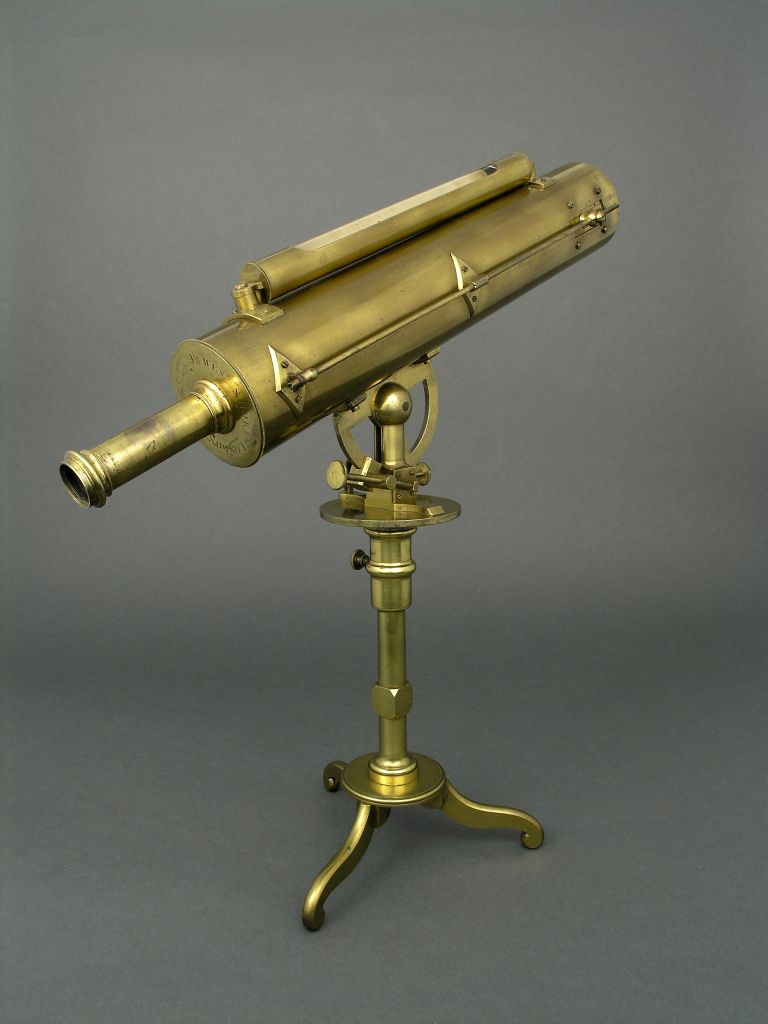
Brass telescope made by Short, now in the collection of Thinktank, Birmingham Science Museum.

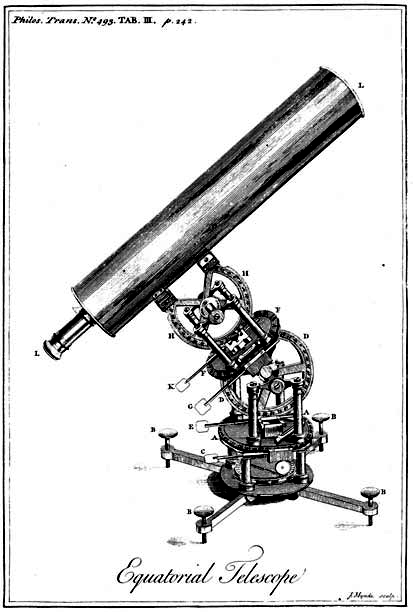
Kính viễn vọng phản chiếu của James Short

James Short (21 tháng 6 năm 1710 – 15 tháng 6 năm 1768) là một nhà toán học, thiên văn học đồng thời chế tạo kính viễn vọng người Anh.
Ông sinh ra tại Edinburgh năm 1710 và ban đầu theo học Trường phổ thông Hoàng Gia để phục vụ nhà thờ. Ông được sự chú ý của Maclaurin, giáo sư toán học tại trường Đại học, người đã cho phép ông sử dụng những văn phòng trong trường để thí nghiệm chết tạo kính viễn vọng trong khoảng năm 1732.
Kính viễn vọng phản xạ đầu tiên của ông làm bằng kính được gợi ý bởi James Gregory. Nhưng sau đó ông chỉ sử dụng kính viễn vọng phản xạ bằng kim loại, và do đó có thể xác định chính xác hình parabon và elip của các thiên thể. Sau đó, ông được công nhận là chuyên gia trong lĩnh vực chế tạo kính viễn vọng và làm công việc này đầu tiên ở Edinburgh and và sau là ở London.
Tất cả kính viễn vọng của ông đều là loại Gregorian, và một số trong chúng vẫn còn giữ được độ chính xác và sáng rõ ban đầu.
Năm 1736 Nữ hoàng Caroline yêu cầu ông hướng dẫn người con thứ hai của bà, William về toán học.
Năm 1758, Ông được chọn là thành viên nước ngoài của Viện Hàn lâm Khoa học Thụy Điển.
Ông mất năm 1768 ở Luân Đôn để lại danh tiếng to lớn về chuyên môn của ông.